# MacDuff
Duff, senare mer känd som  Macduff är en urgammal klan och skotsk uradel, som spelat en stor roll i brittisk dikt och historia och är också känd från Shakespeares Macbeth, där en Macduff hade en av rollerna. Ätten ägde bland annat Macduff's Castle i East Wemyss, Fife, i Skottland.
Ätten var den första som erhöll status som klan i Skottlands parlament i november 1384. och 1404 erhöll ätten adelsbrev i Banffshire, Skottland.
1735 tillades William Duff (1697-1763) titeln baron Barco of Kilbryde.